# Oktavijan Miletić
Oktavijan Miletić (Zagreb, 1. listopada 1902. – Zagreb, 17. kolovoza 1987.) bio je hrvatski redatelj, snimatelj, scenarist i glumac.
Bio je prvi hrvatski filmski autor koji se sustavno bavio filmom, zbog čega ga se smatra utemeljiteljem hrvatske (i jugoslavenske) kinematografije.

## Životopis
Rođen je u Zagrebu u obitelji intendanta Hrvatskog narodnog kazališta Stjepana Miletića. Od djetinjstva se zanimao za film (s 12 godina ima prvi projektor), a već 1926. godine kupio je Pathéovu filmsku kameru (od 9,5 mm) i počeo amaterski snimati svoje prve filmove. U njima se ogledala Oktavijanova sklonost parodiji i eksperimentu (Nažalost samo san 1932., Amadeus Nicknagel 1932., Poslovi konzula Dorgena 1933., Zagreb u svjetlu velegrada 1934., Faust 1934.).
Za svoj kratki film, Poslovi konzula Dorgena, dobio je nagradu na Pariškom amaterskom filmskom natjecanju 1933., a predsjednik žirija bio je Louis Lumière. Za njegov kratki film iz 1937. godine Šešir drži se da je bio prvi hrvatski zvučni film.
Zapošljava se u zagrebačkom poduzeću Zora film, i počinje se profesionalno baviti filmom. Snima i režira brojne propagandne filmove, uz poneki obrazovni i putopisni kratki film.
Za vrijeme Drugog svjetskog rata radi u državnom poduzeću Nezavisne Države Hrvatske Hrvatski slikopis, gdje prvenstveno snima i režira dokumentarno propagandne filmove. Tad snima i svoj prvi cjelovečernji igrani film - Lisinski (1944., biografiju skladatelja prve hrvatske opere Vatroslava Lisinskog (taj film je najstariji sačuvani hrvatski cjelovečernji igrani film). Snima i dokumentarne filmove; Barok u Hrvatskoj (1942.) i Radium (1944.; nedovršen). Za njemačko poduzeće Tobis Film iz Beča u istom razdoblju snima tri dokumentarna filma: Hrvatski kipari, Hrvatski seljački život i Agram, die Hauptstadt Kroatiens.
Nakon Drugog svjetskog rata prvenstveno radi kao filmski snimatelj, podjednako uspješno u crno-bijeloj kao i kolor tehnici (Živjeće ovaj narod, Koncert, Belana, Carevo novo ruho). Samostalno je režirao nekoliko filmova od kojih mu je najpoznatiji dokumentarni film Juraj Dalmatinac (1977.)
- Za svoj rad dobio je 1967. tadašnju najvišu republičku nagradu - Vladimir Nazor.[4]

Bio je predavač na odjelu kamere Akademije za kazalište, film i televiziju u Zagrebu, te autor i voditelj emisija o filmskoj kulturi TV Zagreb. Po njegovom imenu nazvana je današnja prestižna filmska nagrada Oktavijan koja se dodjeljuje u više kategorija.

## Filmografija

### Režija igranih filmova
- 1944. Lisinski

### Režija kratkih i dokumentarnih filmova
- 1930.? Život hrvatskog seljaka (Kroatisches Bauernleben)[5][6]
- 1933. Poslovi konzula Dogena
- 1934. Faust
- 1935. Plitvička jezera
- 1936. Đumlin imitator Chaplina
- 1937. Šešir
- 1938. Jugoslavija gradi svoje lokomotive
- 1940. Hrvatski kipari: Bilhauerkunst in Kroatien
- 1942. Barok u Hrvatskoj
- 1942. Agram, glavni grad Hrvatske[5][6]
- 1948. Profesor Budalastov
- 1964. Kipar Vanja Radauš
- 1977. Juraj Dalmatinac

### Scenarij
- 1931. Otvorenje Zagrebačkog zbora
- 1937. Šešir
- 1948. Profesor Budalastov

### Snimatelj
- 1944. - Lisinski
- 1947. - Živjeće ovaj narod
- 1951. - Bakonja fra Brne
- 1954. - Koncert
- 1955. - Jubilej gospodina Ikla
- 1957. - Svoga tela gospodar
- 1959. - Jurnjava za motorom
- 1961. - Carevo novo ruho

### Gluma
- 1927. Provalnik

### Članci
- Rafaelić, Daniel. 2004. Filmološko istraživanje u bečkom filmskom arhivu 2004. Arhivski vjesnik. Hrvatski državni arhiv. Zagreb. 47 (1): 173–176

- Vjekoslav Majcen, Ante Peterlić: Oktavijan Miletić, Hrvatski državni arhiv, 2000., ISBN 953-6005-39-5

## Vanjske poveznice
- O Oktavijanu Miletiću na portalu Film.hr  Arhivirana inačica izvorne stranice od 7. kolovoza 2007. (Wayback Machine)
- O Oktavijanu Miletiću na Filmski programi